# A bailar
A Bailar è il primo album in studio della cantante argentina Lali Espósito, pubblicato il 21 marzo 2014 da DBN (Distribuidora Belgrano Norte).

## Descrizione
A Bailar è il primo singolo pubblicato prima dell'album, il 19 agosto 2013 debuttando alla numero 1 su iTunes in Argentina e Perù, e viene evidenziato nella top 10 in America Latina. Nella prima settimana, l'album ha raggiunto la prima posizione della classifica CAPIF, durante le prime settimane è diventato, il numero 1 delle vendite nel paese, questo ha portato il disco alla certificazione di disco d'oro, dalla CAPIF.
L'album è un mix di ritmi che uniscono il pop con l'hip-hop, il dance-pop e l'R&B. Lali oltre ad essere l'interprete di tutte le canzoni, è anche la compositrice di tutto l'album insieme a Pablo Akselrad, Luis Burgio e Gustavo Novello, i produttori di 3musica l'etichetta discografica indipendente che ha lanciato la cantante nel mercato della musica. L'edizione standard insieme con l'edizione Fan Pack, ha venduto solo in Argentina più di 35.000 di copie, e si stima che abbia aver venduto più di 3000 copie in Uruguay raggiungendo la numero 3, numero 10, numero 14 e numero 21 posizione nei vari mesi. L'album è stato pubblicato anche in formato cd in Cile e in Colombia e come download e in streaming in tutto il mondo.
Il lancio di Lali Esposito come cantante solista, si svolge a La Trastienda Club a Buenos Aires il 2 settembre 2013, sponsorizzato da Coca-Cola. Durante lo show in questione, la cantante ha 3 singoli, oltre a quello già stato pubblicato, A Bailar, ce ne sono altri due: Asesina e Del otro lado. Pochi giorni prima della distribuzione dell'album, Lali lancia il singolo A Bailar in Italia, ad un festival musicale a Caserta.
L'uscita del disco sarebbe stata annunciata un paio di settimane dopo la pubblicazione delle canzoni, a condizione che il disco nel formato fisico sarebbe stato distribuito solo in Argentina, per gli altri paesi sarebbero state rese disponibili solo in formato download digitale su iTunes.
L'album è stato pubblicato il 21 marzo 2014 al Unicenter di Buenos Aires, durante una firma di autografi per i primi 300 fan che avevano acquistato l'album alla pre-vendita al Unicenter, tra il gran numero di persone presenti, sono stati scelti fino a un migliaio di fan che avrebbero potuto avere l'autografo di Lali.

## Singoli
- "A Bailar", una canzone pop dance, è il singolo di debutto dell'album, anche se è stato rilanciato otto mesi prima. Il suo lancio digitale ha avuto luogo il 13 agosto 2013 ed ha raggiunto la 1ª posizione su iTunes, in Argentina e in Perù, oltre ad essere nella top 10 in America Latina. La canzone è considerata la "Canzone latina preferita" ai Kids Choice Awards Argentina, il video musicale della canzone è stato pubblicato il 5 settembre dello stesso anno. "A Bailar" divenne il tema di apertura e chiusura del programma argentino Quiero Musica, ed è anche il tema della campagna "Pelografía" per il marchio argentino di shampoo Sedal, di cui la Espósito è una delle testimonial.
- "Asesina", è il secondo singolo, è un misto tra stili pop e hip-hop, la Esposito cerca di importare la musica contemporanea in argentina e di tradurla quindi in spagnolo. La canzone viene pubblicata il 31 ottobre 2013, è raggiunge la 1ª posizione nella top 20 in iTunes Argentina, mentre nella fase di aggiornamento alla 2ª, ed era in buona posizione nella top 20 di iTunes in Messico, Israele e America Latina. Nel 2014 Asesina ha vinto la nomination per la "Miglior coreografia femminile" ai Quiero Awards.
- "Mil años luz", è il terzo singolo estratto dall'album, venendo riconosciuto come tale durante una presentazione della cantante tramite uno show televisivo in Argentina, il 19 novembre 2014. Ha raggiunto la posizione numero 67 su iTunes Argentina.
- "Del Otro Lado", è il quarto singolo, ed ha uno stile pop melodrammatico, fino ad'ora è il primo singolo "romantico", pubblicato dalla cantante. Ha debuttato il 10 marzo 2015 alla 6ª posizione della top 20 di iTunes Argentina, il video clip è stato pubblicato lo stesso giorno dell'aver raggiunto questo traguardo.
- "Histeria", è il quinto singolo dell'album di debutto, ed è anche l'ultimo, è stato considerato singolo solo il giorno stesso della pubblicazione del suo video musicale ed ha ottenuto il titolo di video con il maggior numero di visualizzazioni in meno di 24 ore su YouTube in Argentina. La canzone ha debuttato come singolo al 15° ITunes Argentina, è finito poi in 2ª posizione nella Top 47 del RD Argentina, nella 3ª e 4ª posizione in Ecuador e in Paraguay. È entrato nella "Lista 40" de "Los 40 Principales Argentina" e al 3° per 3 settimane, ed ha anche raggiunto l'8ª posizione nella "Lista 40" dei grafici de "Los 40 Principales Paraguay" . "Histeria" è considerata la canzone più visualizzata e anche quella più scaricata. In Messico, Histeria è entrata nella classifica del RD del Messico piazzandosi al numero 47.

### Singoli promozionali
- "No estoy sola" è il primo singolo promozionale per ringraziare i fan. È stato girato un music video del brano che è stato trasmesso durante il tour.
- "Amor de verdad" è il secondo singolo promozionale pubblicato per promuovere la versione deluxe, uscito un anno dopo.

## Accoglienza
L'album ha debuttato nella top 20 su iTunes Argentina, Messico, Israele, e in gran parte dell'America Latina nella top 100. Durante le prime settimane di vendita, lo stesso riesce ad arrivare nella numero 1 posizione nelle classifiche dell'Argentina. L'album ha ricevuto recensioni positive dalle riviste, da importanti siti web e giornali in Argentina e Uruguay, essendo Stato realizzato interamente dalla cantante stessa e hanno anche voluto premiare il coraggio di iniziare una carriera, solamente usando case discografiche multinazionali per lanciare un progetto indipendente con il gruppo 3 musica. In Uruguay l'album ha raggiunto la posizione numero 3 nel primo mese. In iTunes Italia l'album è arrivato alla 52ª posizione, alla 9°in Israele, ed è arrivato tra i primi 100 in Spagna, Messico, El Salvador, Paraguay e Perù. A fine anno è arrivato al 8ª posizione nella classifica di iTunes Argentina, secondo CAPIF, certificandosi certificato disco d'oro, in Uruguay ha raggiunto la 14ª posizione. Eppure, nel 2015 l'album è tornato nelle classifiche che soggiornano presso la 5ª posizione in Argentina e la 39° in Israele.
(Lali Esposito intervistata dal sito web www.ciudad.com)

## Tour
Il tour musicale A Bailar tour è iniziato il 19 aprile 2014, nella capitale argentina Buenos Aires. Dopo i primi due spettacoli del tour, Lali ha tenuto diverse presentazioni all'interno del paese e anche all'Opera Allianz. Il tour ha girato altri paesi come l'Uruguay, la Spagna, l'Italia, il Cile e l'Israele, si è concluso il 25 aprile 2016 nella città israeliana di Tel Aviv.

## Edizione Fan Pack
L'edizione fan pack viene lanciata il 3 dicembre 2014 da Sony Music Entertainment in formato download digitale in gran parte del mondo. Il formato fisico di tale edizione viene pubblicato pochi giorni dopo in Argentina, raggiungendo l'numero 8 posizione, tra i primi 10 album più venduti nel mese di dicembre in Argentina, e la numero 14 in Uruguay. Il fan pack ha le stesse tracce del disco standard, inoltre ha aggiunto due nuovi brani inediti e Amor de verdad, una collaborazione con il rapper argentino Zetta Krome, e A Bailar - Remix triplex; la versione in questione comprende anche un DVD, che contiene i due video pubblicati finora dalla cantante, e alcuni altri video, insieme ad un documentario di nove minuti sul tour promozionale dell'album. Questa edizione in formato DVD è stata rilanciata in Uruguay settimane dopo l'uscita in Argentina, e viene venduta nei negozi di Palácio de la música e Todo musica; viene venduto anche in Cile a partire dal 25 marzo 2015 quando la cantante viaggia per il paese a fare la promozione del CD.

## Tracce
CD Fan Pack
1. Asesina – 3:30
2. Histeria – 3:30
3. Del Otro Lado – 3:41
4. A bailar – 2:52
5. No Estoy Sola – 3:39
6. Te Siento – 3:39
7. Cielo Salvador – 3:17
8. Being – 3:19
9. Desamor – 3:20
10. Mil Años Luz – 3:44
11. Amor de verdad (feat. Zetta Krome) – 3:56
12. A Bailar (Triplex remix) – 4:14

DVD Fan Pack
1. Un día de show (Documentário) – 9:54
2. Mil anos luz (Live) – 3:57
3. Asesina (Music video) – 3:32
4. No estoy sola (Music video - Inédito) – 3:37
5. A Bailar (Music video) – 4:47